# Odontokrepis latus
Odontokrepis latus är en mångfotingart som beskrevs av Karl Wilhelm Verhoeff 1938. Odontokrepis latus ingår i släktet Odontokrepis och familjen Chelodesmidae. Inga underarter finns listade i Catalogue of Life.